# Ялово
Ялово е село в Северна България. То се намира в община Велико Търново, област Велико Търново.

## География
Село Ялово е разположено в района на предбалкана на 18 км южно от Велико Търново на надморска височина от 448 метра.

## История
Почти 500 години село Ялово се е казвало Шиварна. То е било българско селище от разпръснат тип по „Шиваровото възвишение“ и по местността „Велика поляна“. След падане на България под османско владичество през 1393 г., били разквартирувани в село Шиварна анадолски турци като полувоенен отряд за охрана на клисурите при „Шиваров хребет“ и прохода Хаинбоаз.

### Значение на името
В превод Шиварна означава наблюдателница, стражница. Думата „Шиварна“ е производна от думата „Шивар“, която значи пазя, предпазвам от латински, римски език. През 1663 г. за първи път се именува като село Ялово. Именувано е село Ялово по името на най-злите анадолски турци от башибузука наричани „яловлъ“, които по това време са настанени за охрана.

## Население
Численост на населението според преброяванията през годините:
| \| Година на преброяване \| Численост \| \| --------------------- \| --------- \| \| 1934 \| 511 \| \| 1946 \| 510 \| \| 1956 \| 359 \| \| 1965 \| 240 \| \| 1975 \| 170 \| \| 1985 \| 115 \| \| 1992 \| 94 \| \| 2001 \| 63 \| \| 2011 \| 34 \| \| 2021 \| 73 \| |           |
| Година на преброяване | Численост |
| 1934 | 511       |
| 1946 | 510       |
| 1956 | 359       |
| 1965 | 240       |
| 1975 | 170       |
| 1985 | 115       |
| 1992 | 94        |
| 2001 | 63        |
| 2011 | 34        |
| 2021 | 73        |

### Етнически състав
Преброяване на населението през 2011 г.
Численост и дял на етническите групи според преброяването на населението през 2011 г.:
|                     | Численост | Дял (в %) |
| Общо                | 34        | 100.00    |
| Българи             | 32        | 94.11     |
| Турци               | 0         | 0.00      |
| Цигани              | 0         | 0.00      |
| Други               |           |           |
| Не се самоопределят |           |           |
| Неотговорили        | 0         | 0.00      |

## Сгради
- Читалище „Селски труд“ (основано през 1906 г.)
- Храм „Света Троица“
- Клуб на пенсионера и инвалида „Ялово“ , ЦРДМ
- Винарна „Ялово“
- Кметство

## Културни и природни забележителности
Новоизградена чешма, открита през 2012 г.

## Редовни събития
Празникът на храм „Света Троица“ е на „Свети Дух“ през месец юни, съвпадащ с празника на селото.

## Личности
Христо Георгиев – кметски наместник на село Ялово
Обществен съвет
Читалищно настоятелство
Църковно настоятелство

## Други
През селото минава третокласен път III – 5502, свързващ главен път I – V и II – 55.
Водоснабдено е от язовир „Йовковци“. Организирано е редовно сметоизвозване. Електрифицирани и осветени са всички улици.